# 溧阳市竹箦中学
溧阳市竹箦中学是隶属于江苏省溧阳市的一所普通高级中学。校址位于竹箦镇北山东路54号。

## 历史沿革
- 1958年8月，创办竹箦初级中学。
- 1968年9月增加高中部，改为完全中学，改称竹箦中学。
- 1989年竹箦镇姜下初级中学、杨湾初级中学并入。
- 1992年陆笪初级中学改隶属於竹箦初级中学，并於2007年8月并入竹箦初级中学。
- 1994年王渚初级中学并入。
- 2007年11月，被评为江苏省三星级普通高中。[2]